# Canton de Remoulins
Le canton de Remoulins est une ancienne division administrative du département du Gard, dans l’arrondissement de Nîmes.

## Composition
| Nom                     | Code Insee | Intercommunalité   | Superficie (km2) | Population (dernière pop. légale) | Densité (hab./km2) |
| ----------------------- | ---------- | ------------------ | ---------------- | --------------------------------- | ------------------ |
| Remoulins (chef-lieu)   | 30212      | CC du Pont du Gard | 8,24             | 2 337 (2014)                      | 284                |
| Argilliers              | 30013      | CC Pays d'Uzès     | 6,67             | 467 (2014)                        | 70                 |
| Castillon-du-Gard       | 30073      | CC Pays d'Uzès     | 17,38            | 1 607 (2014)                      | 92                 |
| Collias                 | 30085      | CC du Pont du Gard | 20,42            | 1 112 (2014)                      | 54                 |
| Fournès                 | 30116      | CC du Pont du Gard | 17,66            | 1 017 (2014)                      | 58                 |
| Pouzilhac               | 30207      | CC du Pont du Gard | 16,04            | 660 (2014)                        | 41                 |
| Saint-Hilaire-d'Ozilhan | 30260      | CC du Pont du Gard | 16,66            | 1 009 (2014)                      | 61                 |
| Valliguières            | 30340      | CC du Pont du Gard | 19,25            | 563 (2014)                        | 29                 |
| Vers-Pont-du-Gard       | 30346      | CC du Pont du Gard | 19,14            | 1 859 (2014)                      | 97                 |

## Histoire
- De 1833 à 1848, les cantons de Remoulins et de Villeneuve-lès-Avignon avaient le même conseiller général. Le nombre de conseillers généraux était limité à 30 par département[1].

## Représentation

### Conseillers d'arrondissement (de 1833 à 1940)
Le canton de Remoulins appartenait à l'arrondissement d'Uzès jusqu'à sa disparition en 1926.
| Période                                  | Période      | Identité                     | Étiquette           | Qualité |
| ---------------------------------------- | ------------ | ---------------------------- | ------------------- | --- |
| 1833                                     | 1836 (décès) | Désiré Joliclerc (1770-1836) |                     | Maire de Collias                                                                                            |
| 1836                                     | 1842         | Alexandre Faret de Fournès   |                     | Propriétaire à Vers                                                                                         |
| 1842                                     | 1845         | Jean Chabanon                |                     | Médecin à Uzès                                                                                              |
| 1845                                     | 1858         | Joseph Roux                  |                     | Maire de Saint-Hilaire                                                                                      |
| 1858                                     | 1864         | Alexandre Boudgourd          |                     | Propriétaire, maire de Remoulins                                                                            |
| 1864                                     | 1870         | Joseph Carrière              |                     | Propriétaire, maire de Fournès                                                                              |
| 1870                                     | 1871         | Alexis Rayssac               |                     | Propriétaire à Remoulins (maire en 1875)                                                                    |
| 1871                                     | 1877         | Auguste Reboul               |                     | Adjoint au maire de Vers                                                                                    |
| 1877                                     | 1883         | Daniel Fabre                 | légistimiste        | Propriétaire à Remoulins                                                                                    |
| 1883                                     | 1889         | Jean-Baptiste Busquet        | républicain radical | Pharmacien, maire de Remoulins                                                                              |
| 1889                                     | 1895         | Louis Sabatier               |                     | Négociant en grains et huiles, maire de Castillon                                                           |
| 1895                                     | 1900 (décès) | Justin Gaussaud              | Radical             | Propriétaire et maire de Saint-Hilaire-d'Ozilhan                                                            |
| 1901                                     | 1907         | Édouard Costier-Martin       |                     | Notaire, ancien percepteur à Marguerittes                                                                   |
| 1907                                     | 1913         | Louis Castan                 | SFIO                | Vannier à Fournès                                                                                           |
| 1913                                     | 1919         | Adolphe Soustelle            | radical             | Cafetier, maire de Castillon-du-Gard                                                                        |
| 1919                                     | 1928         | Albert Ode                   | radical             | Propriétaire agriculteur, maire de Vers                                                                     |
| 1928                                     | 1940         | François Lyonnais            | SFIO                | Garde-canal en retraite à Remoulins                                                                         |
| 1940                                     |              |                              |                     | Les conseils d'arrondissement ont été suspendus par la loi du 12 octobre 1940 et n'ont jamais été réactivés |
| Les données manquantes sont à compléter. |              |                              |                     | |

## La photo du canton

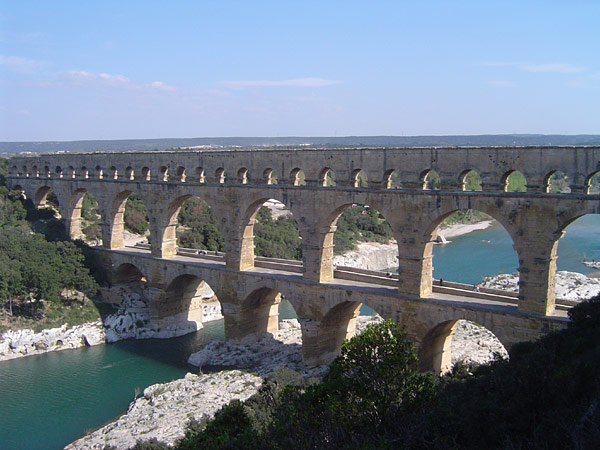
Le pont du Gard à Vers-Pont-du-Gard

### Juges de paix
| Période | Période | Identité                 | Fonction précédente                | Observation |
| ------- | ------- | ------------------------ | ---------------------------------- | ----------- |
| 1824    | 1831    | Joseph Broche des Combes |                                    | -           |
| 1831    | 1841    | Pascal Gossaud           |                                    | -           |
| 1841    | 1867    | Joseph Gossaud           |                                    | -           |
| 1867    | 1870    | Deleuze                  |                                    | -           |
| 1870    | 1873    | ALbert Gilly             |                                    | -           |
| 1873    | 1876    | Malzac de Sengla         |                                    | -           |
| 1876    | 1877    | Albert Gilly             | Juge de paix du canton             | -           |
| 1877    | 1878    | Jean Thérond             | Juge de paix du canton de Génolhac | -           |
| 1878    | 1882    | Albert Gilly             | Juge de paix du canton             | -           |
| 1882    | 1888    | Armand Broche            |                                    | -           |
| 1888    | 1898    | Hippolyte Brouilhet      |                                    | -           |
| 1898    | 1898    | Félix Siméon             |                                    | -           |
| 1898    | 1926    | Paul Barjol              |                                    | -           |

### Conseillers généraux
| Période | Période      | Identité                            | Étiquette           | Qualité |
| ------- | ------------ | ----------------------------------- | ------------------- | --- |
| 1833    | 1842 (décès) | Alexandre Fabre                     |                     | Notaire à Remoulins, député (mai-juillet 1815) |
| 1842    | 1848         | Alexandre Faret, Marquis de Fournès |                     | Membre du conseil d'arrondissement d'Uzès Propriétaire à Vers |
| 1848    | 1870         | Jean Chabanon                       | Majorité dynastique | Médecin Maire d'Uzès Député (1861-1863) |
| 1870    | 1871 (décès) | Alfred Raymond                      |                     | Médecin, maire de Vers |
| 1871    | 1885         | Ferdinand Gazagne                   | Gauche républicaine | Vice-président du Conseil général Sénateur (1879-1885) |
| 1885    | 1900 (décès) | Félix Gazagne                       | Républicain         | Propriétaire Maire de Remoulins |
| 1900    | 1910         | Laurent Busquet                     | Rad.                | Propriétaire, Maire de Remoulins (1893-1908) |
| 1910    | 1928         | Amédée Gazagne                      | Rad.                | Propriétaire, maire de Remoulins (1908-1929) |
| 1928    | 1940         | Albert Ode                          | Rad.                | Propriétaire agriculteur Maire de Vers-Pont-du-Gard, conseiller d'arrondissement Nommé membre de la Commission administrative départementale en 1941 Nommé conseiller départemental en 1942 |
|         |              |                                     |                     | |
| 1945    | 1974 (décès) | Maurice Viala                       | app. PCF puis SFIO  | Médecin à Remoulins |
| 1975    | 1988         | Paul Blisson (1905-1993)            | SE puis PS          | Maire de Saint-Hilaire-d’Ozilhan |
| 1988    | 1994         | René Plan                           | PS                  | Maire de Remoulins |
| 1994    | 2015         | Jacques Sauzet                      | RPR puis UMP        | Professeur, Remoulins |

## Démographie
| 1962  | 1968  | 1975  | 1982  | 1990  | 1999  | 2006  | 2011  | 2012   |
| ----- | ----- | ----- | ----- | ----- | ----- | ----- | ----- | ------ |
| 4 289 | 4 805 | 5 274 | 5 852 | 6 410 | 7 466 | 8 802 | 9 922 | 10 119 |